# Rolf Jacobsen (poète)
Pour les articles homonymes, voir Jacobsen.
Compléments
Rolf Jacobsen, né le 8 mars 1907 à Kristiania (actuellement Oslo) et mort le 20 février 1994  à Hamar, est un poète et journaliste norvégien.

## Biographie
Dans les années 1930, il est membre du parti travailliste norvégien avant de rejoindre en 1940 le Nasjonal Samling. Après la guerre, il est reconnu coupable de trahison et condamné à trois ans et demi de travaux forcés.
Poète moderniste, il obtient le prix Dobloug en 1968 et le prix nordique de l'Académie suédoise en 1989.

## Œuvres traduites en français
- Pierre et lumière, trad. d’Olivier Gouchet, Saint-Nazaire, France, Éditions Arcane 17, 1991, 126 p.  (ISBN 2-903-945-76-4)